# Urich, Missouri
Urich, Missouri (енгл. Urich) град је у америчкој савезној држави Мисури.

## Демографија
По попису из 2010. године број становника је 505, што је 6 (1,2%) становника више него 2000. године.
| Група             | 2000.       | 2010.       |
| Белци             | 480 (96,2%) | 488 (96,6%) |
| Афроамериканци    | 1 (0,2%)    | 6 (1,2%)    |
| Азијати           | 3 (0,6%)    | 0 (0,0%)    |
| Хиспаноамериканци | 9 (1,8%)    | 2 (0,4%)    |
| Укупно            | 499         | 505         |